# Gråsten
Gråsten este un oraș în Danemarca.